# Ernst-Günther Schenck
Ernst-Günther Schenck, född 3 augusti 1904 i Marburg, död 21 december 1998 i Aachen, var en tysk läkare och SS-Obersturmbannführer. Hans memoarer om Tredje rikets sista dagar var en av förlagorna för filmen Undergången från 2004.

## Biografi
Schenck avlade läkarexamen 1930 och verkade därefter i Heidelberg.
Under andra världskriget deltog Schenck i skapandet av en örtplantage i koncentrationslägret Dachau. Ur en del av dessa medicinska plantor utvanns vitaminer som gavs åt soldater i Waffen-SS.
I andra världskrigets slutfas tjänstgjorde Schenck i ett akutsjukhus inrymt i Rikskansliets källare, i närheten av Adolf Hitlers bunker. Schenck assisterades av Werner Haase, som var en av Adolf Hitlers personliga läkare. Schenck lämnade bunkern den 1 maj 1945 och greps av Röda armén. Han satt i sovjetisk fångenskap till 1953. Därefter verkade han inom den farmaceutiska industrin.
I filmen Undergången från 2004 porträtteras Ernst-Günther Schenck av Christian Berkel.

## Befordringshistorik
Tjänstegrader i der Reserve der Waffen-SS
- SS-Untersturmführer: 20 april 1940
- SS-Sturmbannführer: 30 januari 1942
- SS-Obersturmbannführer: 9 november 1944
- SS-Standartenführer: 20 april 1945 (ej officiellt bekräftat)